# Ross Andru
Ross Andru foi um desenhista de histórias em quadrinhos americanas, conhecido por seu trabalho nas revistas The Flash, Metal Men e The Amazing Spider-Man, onde apresentou personagens com "designs criativos" e páginas com "brilhantes leiautes". Foi um dos criadores do personagem Justiceiro, cujo surgimento se deu na revista The Amazing Spider-Man #129